# 安定卫

明朝关西八卫

安定卫，中国明代在嘉峪关以西所置羈縻卫，关西八卫（因沙州卫与罕东左卫相继设于同一地区，故又称关西七卫）之一。朝廷冊封當地酋長為名義上的官員（类似于土司），管理当地各部族，其首領大多為蒙古族世襲領袖。阿端卫、曲先卫和安定卫被明朝合称撒里畏兀儿，在今青海省、甘肃省和新疆维吾尔自治区交界处。
明洪武八年（1375年），原元朝安定王卜颜帖木儿率领撒里畏兀儿投降明朝，在其地设立安定卫。洪武十年（1377年），安定卫由于内部权力斗争而衰落。洪武二十五年（1392年），蓝玉西征，恢复和安定卫的联系。洪武二十五年（1396年），陈诚奉命出使西域，在天山南麓罕东卫以西，沙州卫以南恢复安定卫。永乐四年（1406年）安定卫迁居到昔儿丁（色尔腾音转，今青海北部苏干湖附近）。後成为明朝使臣出使帖木儿帝国的中转站，正德年间，被青海蒙古的亦不剌袭击，安定部众散亡，卫废。

### 文献
- 《明史·西域传》

## 延伸阅读
[在维基数据编辑]
 《欽定古今圖書集成·方輿彙編·邊裔典·安定部》，出自陈梦雷《古今圖書集成》
 《明史卷三百三十》，出自《明史》